# Henry D. Gilpin
Henry Dilworth Gilpin (14 de abril de 1801 - 29 de enero de 1860) fue un abogado y estadista estadounidense que sirvió como fiscal general de los Estados Unidos bajo el presidente Martin Van Buren.

## Biografía
Gilpin era hijo del industrial Joshua Gilpin y nació en Lancaster, Inglaterra.
Después de graduarse de la Universidad de Pensilvania, estudió el derecho bajo Joseph R. Ingersoll y fue admitido a la abogacía en 1822. Sirvió como fiscal general para el Distrito Oriental de Pensilvania desde 1831 hasta 1837, y sirvió como procurador del Tesoro de los Estados Unidos en 1837. Se unió a la American Philosophical Society en 1832 y desde 1833 hasta 1835 estaba en la junta del Banco de los Estados Unidos.
En 1840, el presidente Martin Van Buren lo nombró fiscal general de los Estados Unidos en 1840. En 1841, presentó la opinión del gobierno en el caso de La Amistad ante la Corte Suprema.
Desde 1852 hasta 1859 fue presidente del Pennsylvania Academy of Fine Arts y vicepresidente y fideicomisario de la Sociedad Histórica de Pensilvania. Desde 1856 hasta 1858 fue un director de Girard College. Gilpin se murió en Filadelfia en 1860 y está enterrado en Laurel Hill Cemetery.